# Allium test
Allium test — растительная тест-система для оценки мутагенного, митозмодифицирующего и токсического эффектов факторов химической и физической природы на основе растения Allium cepa — лук репчатый (сорт Штутгартен).
В Allium test используются корешки проростков репчатого лука Allium cepa, который впервые предложен Шведской королевской академией наук как стандартный тест-объект.
В современных исследованиях Allium cepa L. считается эталонным растительным тест-объектом для анализа мутагенности, митотоксичности и токсичности различных факторов. Наряду с Allium test используются и другие тест-объекты (среди растений наиболее часто — горох Pisum sativum и бобы Vicia faba).
Данный метод является простым, экономичным, быстрым и достаточно чувствительным для определения «мутаген» или «не мутаген» фактор, «цитотоксичен» или «не цитотоксичен».. Allium test рекомендован для исследования практически любых химических, физических и биологических факторов. По мере синтеза новых веществ тест получает новые рекомендации, что делает его одним из наиболее популярных.
Allium test рекомендован экспертами ВОЗ как стандарт в цитогенетическом мониторинге окружающей среды, так как результаты, полученные на данном тесте, показывают корреляцию с тестами на других организмах: водорослях, растениях, насекомых, в том числе и млекопитающих и человеке. Рекомендован в качестве альтернативы генотоксикологическим тестам на лабораторных животных (в том случае если для одних и тех же исследуемых веществ наблюдается одинаковый результат в данном тесте и тестах на животных, то есть если показана корреляция)

## История метода
История биотеста Allium test началась более 70 лет назад. Автор методики – академик Шведской Королевской Академии Наук, доктор Альберт Леван (1905–1998). Известен своими работами по цитогенетике, генотоксикологии, онкогенетике, а также тем, что в 1956 г. совместно с Джо Хин Тио определил хромосомный набор человека .
Альберт Леван шёл к созданию Allium test постепенно. В 1929–1937 гг. Леван изучал морфологию и набор хромосом у ряда представителей рода Allium . При этом он руководствовался трудами многих выдающихся учёных: Эдварда Регеля, Эдуарда Страсбургера, Генриха Шаффнера  Георга Тишлера, Эмиля Хайца, Эдмунда Уилсона, Михаила и Сергея Навашиных, Григория Левицкого и многих других. Опираясь на их работы и на свои собственные труды, Альберт Леван сделал вывод, что идеальным объектом для детальных цитогенетических исследований является A. cepa. Главная причина, по которой был сделан выбор, заключается в том, что у данного вида «превосходное состояние хромосом» . Луковицы быстро прорастают и легко доступны круглый год. Для изучения митоза он выбрал корневые меристемы .
В 1937 г. в журнале Science выходит сенсационная статья А. Ф. Блэксли и А. Г. Айвери о новом методе, который позволяет получать ценные полиплоидные растения после обработки семян колхицином . В том же году, в журнале Nature выходит работа Б. Р. Небеля, который независимо пришёл к тем же выводам .
В 1938 г. Альберт Леван, развивая их идеи, проводит собственное исследование. В нескольких сериях экспериментов он воздействовал колхицином на корневые меристемы A. cepa и регистрировал к митоз – клетки значительно увеличивались в размерах, и происходило умножение количества хромосом. Визуальное проявление к митоза, которое он наблюдал – “опухолевидное” утолщение кончиков корней . В 1945 г. Леван опубликовал статью в журнале Nature, в которой он показывает, что соли 25 металлов способны вызывать различные типы хромосомных аберраций в корневых меристемах у A. cepa. Им изучен эффект воздействия аценафтола, хлороформа, уксусно нафталиновой кислоты и многих других соединений. В 1949 г. Альберт Леван пишет о новом методе в цитогенетике и даёт ему название Allium test. Ранний вариант метода включал лишь анализ к митоза в профазах. В более поздних работах Альберт Леван начал регистрировать фрагменты и мосты, и выделил их в отдельную категорию “радиомиметических эффектов” . Леван считал, что результаты, полученные в Allium test, являются важным индикатором для более глубоких исследований по мутагенезу и канцерогенезу .
Наряду с Леваном к идее о создании метода Allium test, аналогичным путём пришли и другие учёные. В 1941 г. Карл Сакс из Гарвардского Университета изучал влияние рентгеновских лучей на корневые меристемы A. cepa и регистрировал различные хромосомные нарушения . В 1948 г. Франциско Д`Амато из Пизанского Университета установил, что целый ряд химических соединений вызывает митотоксический эффект. Д`Амато разработал «тест на проростках лука» и вместе с коллегами исследовал цитогенетические эффекты более чем 40 химических веществ . В том же году выходит статья Леона Вандерлина (1948), который пишет о митозах в корневых меристемах A. cepa, как о классической модели митоза в цитогенетике .
В 1973 г. Шведская Королевская Академия Наук рекомендовала Allium test в качестве стандартного скрининг-теста. Основаниями для этого послужили его быстрота, экономичность и простота исполнения, а ещё «отличное состояние хромосом» у A. cepa L. Как сообщает В. Грант, к 1982 г. с помощью метода Allium test был исследован генотоксический потенциал более чем 148 химических соединений. На основании этого В. Грант делает вывод о необходимости включения Allium test в список стандартных генетико-токсикологических тестов, что и было сделано экспертами ВОЗ в 1985 г.
В 1979-1985 гг. Г. Фискесджо, ученик А. Левана развивает и адаптирует метод для оценки различных химических соединений. Уделяет большое внимание не только учёту частоты хромосомных аберраций, но и измерению длины корней, как показателя токсического действия исследуемого фактора, который напрямую связан с микропараметрами. Фискесджо отмечает, что чувствительность Allium test практически не отличается от чувствительности теста на лимфоцитах человека .
Вот его собственная оценка данного метода:
- Растения легки для хранения и ухода, широко распространены и недорогие. Вообще, состояние хромосомы клеток растения — хорошее, поэтому обеспечивает высокое качество в контрольных условиях.
- Биотест Allium cepa является относительно быстрым, лёгким для выполнения испытаний, а также высокочувствительным и воспроизводимым. Это также обеспечивает сходимые результаты с целым рядом других тестовых систем.
- Как макроскопический, так и микроскопический эффекты, обладают хорошей корреляцией между собой. Макроскопический эффект (сдерживание корневого прироста) является самым чувствительным параметром. Сдерживание прироста является следствием прямых или косвенных вредных эффектов. Микроскопическое исследование позволяет оценить повреждения хромосом и нарушения деления клеток, и поэтому обеспечивает дополнительную информацию относительно остроты, механизма генотоксического эффекта или потенциальной мутагенности.
- Корневые клетки обладают определёнными ферментами, выполняющими функции оксидаз, которые способствуют превращению многих не мутагенных веществ в мутагенные. Эта система активации позволяет обнаружить те химические вещества, которые усиливают свой токсический эффект в процессе метаболизма.
- Система имеет широкий ряд применений, например, для проверки химической чистоты питьевой, природной воды, а также промышленного ущерба и т. п., и полезен для оценки и классификации экологических химикатов с ссылкой на токсичность.
- Биотест может также использоваться для измерения относительной токсичности нерастворимых в воде соединений, при условии, что они могут быть растворены в подходящем растворителе, а затем разбавлены в воде таким образом, что остаточная концентрация не превысит определённых пределов. В таких случаях для контроля растворителей должен также быть организован тестовый режим. Биотест действует в широком диапазоне pH (3,5 — 11,0) без каких-нибудь очевидных эффектов на приросте корневых систем. Поэтому умеренно кислые/щелочные образцы воды, химические растворы, и т. п. могут быть исследованы без необходимой корректировки pH.
- Биотест с использованием Allium cepa высокочувствителен и может дать позитивные токсические эффекты в случаях, когда исследуемые пробы проверены в других системах (особенно высшие организмы, как например рыбы) и по их результатам не токсичны. Позитивные результаты в этой тестовой системе указывают потенциальный биологический риск. Экстраполяция результатов от одной тестовой системы к другой (и в конечном счете к человеку) должна быть основанной на результатах серии испытаний и с должным рассмотрением к метаболическим превращениям тестируемого образца.
- В сравнении с другими краткосрочным альтернативным биотестами на токсичность этот тест показал хорошую сходимость с результатами других тестовых систем, использующих множество других организмов, как эукариотов, так и прокариотов. Результаты таких сравнений описаны ниже[2]:

- В кольцевом тесте, где для изучения веществ использовались в качестве тестовых систем различные микроорганизмы независимыми лабораториями, те же самые вещества были предложены для тестирования и на Allium test-e. Среди этих микроорганизмов 16 различных морских водорослях (зеленые морские водоросли и кремнёвые морские водоросли), дрожжах (Saccharomyces cerevisiae), простейших (Tetrahymena pyriformis) и микроорганизмы активного ила(сообщество бактерий, дрожжей и простейших). Результаты были в целом хорошо сравнимы, хотя были видимы некоторые отличия в чувствительности. Большинство морских водорослей были чувствительнее, чем Allium сера, тогда как дрожжи, простейшие и тест на активном иле были менее чувствительны.
- Целый ряд водных растений и животных оказался менее чувствительным к определённым классам веществ сравнению с биотестом Allium например рыбы (Gasterosteus aculeatus), водные животные (Daphnia magna, Brachydario rerio — яйца или икра бактерии Microtox) и растения (одноклеточные морские водоросли). Другие животные (например. Nitocra spinipes) и растения (напр. морские водоросли и одноклеточные) представляют сопоставимые результаты рассматриваемому биотесту
- В исследованиях на бензопирен китайская система с использованием клеток хомяка V79 без учёта метаболических эффектов системы активизации являются менее чувствительными, чем Allium сера. Относительная чувствительность меняется с учётом влияния функций оксидаз. Несмотря на изменения в чувствительности общие результаты между двумя системами сравнимы.
- Испытания, проведённые на человеческих лимфоцитах, которые оказались немного более чувствительными к эффектам органических ртутных соединений, чем клетки меристемы корней Allium cepa, в целом однотипны. Изучение микроскопических параметров обеих клеток дают подобный эффект (c-митоз).
- Биотестирование с помощью Allium сера, в данном случае, является лучшим методом определения экологического риска за счёт его высокой чувствительности.

Дж. Ранком и М.Г. Нельсоном (1993) была предложена модификация ана-телофазного анализа, в котором определяются три типа хромосомных нарушений: фрагменты, мосты и отставания хромосом. Авторы рекомендовали использовать луковицы A. cepa сорта Штутгартен-Ризен . Дж. Ранк (2003) показывает 82% корреляцию между чувствительностью Allium test и тестом на грызунах по отношению к химическим веществам (в частности к пестицидам). Также он отмечает, что чувствительность Allium test при исследовании сточных вод выше, чем в тесте Эймса .
В 1995 г. Т.-Х. Ма была предложена модификация, в которой мутагенный эффект оценивался путём учёта частоты микроядер . Совместный анализ хромосомных аберраций и микроядер был предложен Д. М. Леме и М. А. Марин Моралес (2008) как существенный показатель прямого действия химического фактора на ДНК . Аналогичный метод в 2013 г. был предложен Д. С. Песня и А. В. Романовским для оценки генотоксического и цитотоксического эффекта электромагнитных излучений .
Статистическую стандартизацию Allium test произвёл А. Барберио с соавт. (2011). Они проанализировали более 50 исследований, которые были проведены с использованием методики Allium test. На основании анализа этих данных авторы рекомендовали для каждой серии экспериментов использовать выборку в 3 луковицы по 3 корешка от каждой .
Все большую популярность приобретает использование «современного» варианта Allium test в сочетании с методом ДНК-комет для оценки генетических повреждений. Метод был предложен в 1997 г. Наваррете с соавт . Позднее было установлено, что в Allium test чувствительность метода ДНК-комет, ана-телофазного анализа и микроядерного теста совпадают, поскольку дают положительный результат при тестировании одних и тех же веществ . Применение метода ДНК-комет в Allium test рекомендовано для оценки генотоксического потенциала прямых и косвенных мутагенов .
В настоящее время термин Allium test используется наряду с постоянно увеличивающимся числом объектов и при этом продолжает оставаться одним из наилучших тест-объектов для анализа генотоксичности различных факторов.

## Преимущества

### Преимущества растительной тест-системыAllium cepa. Преимущества Allium test перед другими методами
Данный метод не требует знания кариотипа и идентификации типов повреждений хромосом, является простым, экономичным и достаточно чувствительным для определения «мутаген» или «не мутаген» фактор.
Метод позволяет регистрировать хромосомные мутации типа делеций и транслокаций, следствием которых является наличие мостов и фрагментов в ана- и телофазе. Метод позволяет выявлять изменение поведения хромосом на веретене деления. Allium test идеально подходит для проведения микроядерного теста.
- Известный и распространённый тест Эймса по чувствительности и достоверности результатов значительно уступает Allium test при оценке загрязнений. Кроме того Allium test был рекомендован для тестирования образцов различных наноматериалов, тогда как тест Эймса оказался неприемлемым в связи с ложноотрицательными результатами.
- Исследование мутагенных свойств наночастиц диоксида титана на корневых меристемах Allium cepa и лимфоцитах человека показало, что оба теста проявляют сходную чувствительность к данному веществу.
- При изучении генотоксического потенциала соединений никеля было показано, что Allium test также высокочувствителен к ним, как лимфоциты и фибробласты человека.

### Преимущества растительных тестовых систем на примере лукаAllium cepa
Растительные тест-системы в настоящее время получают всё большее распространение при оценке мутагенного загрязнения окружающей среды. Это обусловлено целым рядом преимуществ растений как индикаторов генотоксичности различных факторов, так и сигнальных объектов при генетическом мониторинге за состоянием окружающей среды:
- Растения — неизменный объект для натурных исследований антропогенного влияния на окружающую среду: первыми принимают на себя удар загрязнителей, не мигрируют подобно животным, что позволяет чётко рассчитать время воздействия.
- Растения — эукариотические организмы, поэтому на них, в отличие от микроорганизмов, можно регистрировать все типы генетических повреждений:

- генные,
- хромосомные,
- геномные.

- Методы работы с растительными объектами экономичны, требуют минимального количества оборудования и реактивов, выращивание растений менее трудоёмко, чем выращивание животных[38].
- Можно получать материал нужных стадий.
- Эксперименты можно вести в строго контролируемых условиях — как в острых, так и в хронических опытах (от нескольких часов до нескольких лет).
- Данные по мутагенезу ряда факторов на растительных объектах показывают хорошую корреляцию с результатами тестирования на животных.
- Растения позволяют регистрировать как прямые, так и косвенные мутагены.
- Только растения позволяют выявить такой важный класс мутагенов, как химические соединения, приобретающие мутагенность в процессе метаболической активации растительными ферментами.
- Некоторые факторы, высокая токсичность которых не позволяет учесть генетические повреждения на животных, могут быть оценены как мутагены только в растительных тест-системах.
- Растения могут выращиваться непосредственно на месте оценки суммарного генетического эффекта загрязнения определяемых участков[39].
- Данные полученные на растительных тест-системах показывают хорошую корреляцию с данными тестов на млекопитающих. Более того, высшие растения проявляют себя в экосистеме как стабильный биосенсор и, таким образом позволяют отследить эволюцию генотоксического воздействия (в том случае когда фактор проявляет мутагенный эффект одновременно на растительном и животном тестовых объектах)[40].

## Характеристика лукаAllium cepaL., применимость в тестах
Allium cepa L. (отдел Angiospermae, класс Liliopsida, подкласс Lilidae, порядок Liliales, семейство Alliaceae, род Allium L.) в качестве тестового объекта широко применяется для оценки генетического потенциала[неизвестный термин] химических соединений, природных и сточных вод. Лук имеет 16 хорошо прокрашиваемых хромосом (2n=16). Продолжительность клеточного цикла составляет примерно 17,8 часа. Митотический индекс может колебаться в разных корнях одного и того же растения, но усреднённые данные являются достаточно устойчивыми. Продолжительность митоза в разных тканях корня Allium cepa одинакова и не меняется по длине корня. Соотношение различных фаз митоза не зависит от времени фиксации.
Тесты с использованием меристематических тканей проростков корешков лука позволяют регистрировать токсические (прирост корешков), митозмодифицирующие (нарушение митотической активности меристемы, патология веретена деления) и мутагенные эффекты (индукции микроядер и хромосомные мутации).
Наиболее часто применяется анализ частоты хромосомных аберраций в ана-телофазе митоза (ана-телофазный тест). В этом тесте регистрируются хромосомные мутации типа делеций и транслокаций, а также нарушения веретена деления по частоте отставания хромосом, многополюсных и асимметричных митозов. Ана-телофазный метод с использованием лука в качестве тестового объекта рекомендован в качестве тестового объекта природных сред. При сравнении мутагенной активности химических загрязнителей, определённых в других токсикогенетических тестах с ана-телофазным методом установлено, что чувствительность его высока и составляет 82 %.
Однако учёт только хромосомных аберраций может привести к занижению реального генотоксического эффекта, например, по следующим причинам. Во-первых, эти методы не позволяют регистрировать генные мутации, которые возникают значительно чаще хромосомных. Во вторых, хромосомные мутации выявляются, как правило на фоне высокой митотической активности меристематических клеток. Повышенная токсичность факторов среды может вызывать снижение количества делящихся клеток за счёт задержки клеточного цикла в точках контроля, либо гибели части клеток, следовательно при этом искусственно снизится и частота регистрируемых хромосомных повреждений.
Точки контроля клеточного цикла (checkpoints) представляют собой периоды цикла, где происходит проверка точности выполнения предыдущей стадии. Такой механизм предохраняет делящиеся клетки от летального митоза, останавливая деление и давая время системе репарации для восстановления повреждений ДНК. Когда контролирующий механизм обнаруживает повреждённую или не реплицированную ДНК происходит задержка в клеточном цикле, в течение которого происходит корректировка. Точками контроля являются переходы G1-S и G2-M. Существует также особая точка контроля при переходе от метафазы в анафазу. Увеличение количества нарушений при воздействии генотоксикантов приводит к задержке клеточного цикла в точках контроля, что отражается на количестве делящихся клеток и на продолжительности фаз клеточного цикла.
Как следствие, для уменьшения возможных ложноотрицательных ответов при выявлении генотоксических и канцерогенных факторов удобно использовать такой показатель как митозмодифицирующая активность изучаемого фактора, которая определяется по уровню митотической активности ткани и относительной длительности фаз митоза. Исследование митозмодифицирующей активности позволяет выявить ранние изменения цитогенетической системы организма, вызванные комплексом различных нарушений.
Митозмодифицирующий эффект в меристеме корня растений исследуется параллельно с определением частоты хромосомных аберраций. Следовательно, в одном тесте можно зарегистрировать широкий спектр нарушений генетических структур и генетических процессов, что упрощает исследование и уменьшает затраты на его проведение.
Таким образом использование растительной тест-системы позволяет не только сказать о количественном воздействии изучаемого факторы на живой объект, но и определить характер воздействия по поражаемым участкам генетического материала.
Для тестирования подходят факторы различной природы (см. таблицу):
| Физический фактор:    | - Радиация. В 50-х Карл Сакс показал, что рентгеновские лучи способны индуцировать большое количество хромосомных мутаций в клетках кончиков корней у лука. Известны работы Гродзинского, который показал в Allium test, что уровень радиации в чернобыльской зоне отчуждения достаточен для возникновения генетических нарушений и повышенный уровень нарушений будет наблюдаться на протяжении нескольких поколений после воздействия (ионизирующее излучение) - Ультрафиолетовое излучение - Инфракрасное излучение: - Температура - Радиоизлучение (неионизирующее излучение): - УВЧ-излучение. В частности излучение GSM-диапазона сотовых телефонов. Показано, что излучение обычных сотовых телефонов (режим разговора) при длительном воздействии (1-3 часа) способно вызывать хромосомные мутации в количестве, сравнимом с тем, которое вызывает 20-минутное облучение плутонием-239[прояснить]. Аналогичные эффекты вызывало излучение 400 и 900 МГц, создаваемое приборами-эмуляторами. Allium test рекомендован в качестве цитогенетического метода для оценки эффектов радиочастотных излучений | В случае с физическим мутагенным фактором луковицы подвергаются воздействию фактора с прочими одинаковыми условиям среды, как в контроле |
| Химический фактор:    | - Различные химические соединения или растворы веществ. - Растворы различных солей. В 1945 году Альберт Леван опубликовал статью в Nature о генотоксических эффектах солей лития, бериллия, натрия, калия, хрома, железа, кобальта, никеля, меди, мышьяка, рубидия, иттрия, палладия, кадмия, бария, лантана, неодима, эрбия, церия, золота, ртути, таллия, свинца, висмута и тория - Allium test был предложен для тестирования различных наночастиц., - Фармацевтических и лекарственных препаратов (например талидомида) - Некоторых красителей - Пестицидов - Природных и антропогенных сред: - Природные воды: реки, озера - Промышленные выбросы/сточные воды - Шахтных вод, нарушенных экосистем в местах добычи полезных ископаемых | В случае с химическим мутагенным фактором луковицы проращиваются на растворе или концентрированном растворе химического вещества и воды в заведомо определённой концентрации. Контроль проращивается на воде без добавления химического мутагенного фактора |
| Биологический фактор: | - Продукты жизнедеятельности организмов - Биотоксины (напр. охратоксин А, продуцируемый некоторыми плесневыми грибами) - Гормоны - Allium test рекомендован для биомониторинга водоёмов в период «цветения» синезелёных водорослей | Аналогично предыдущему |

## Методика проведения тестирования

### Подготовка оборудования для тестирования
Аппаратура и материалы
чашки Петри, цилиндры мерные (25 и 100 мл), пенициллиновые флаконы или аналогичные ёмкости на 20 мл с глубоким дном, стёкла предметные и покровные, бюксы (15, 25 и 100 мл), пипетки мерные (1,0; 2,0; 10,0), пипетки глазные, лупы стереоскопические МБС-9, микроскопы.

#### Химические реактивы
| Ацетоорсеин 2 %          | 2 г орсеина растворяют в 100 мл горячей 45%-ой уксусной кислоты, доводят до тайного кипения (вскипание не допустимо) и фильтруют. Используется для окраски корешков |
| Фиксатор Кларка          | смесь 96 % этилового спирта и ледяной уксусной кислоты в соотношении 3:1. Используется для фиксации корешков.                                                       |
| Спирт 70 %               | смесь 96 % этилового спирта и дистиллированной воды. Используется для долговременного хранения корешков                                                             |
| Уксусная кислота 40-45 % | смесь ледяной уксусной кислоты и дистиллированной воды. Используется для приготовления препаратов                                                                   |

### Подготовка материала

#### Подготовка луковиц
Выберите луковицы для исследования. Выборка должна быть однородной как в контрольном, так и в опытном вариантах опыта. Средняя масса севка — 10-20 г, диаметром 1,5-2 см. Выбранные луковицы не должны быть пересушены. Это можно понять, сняв лишнюю шелуху, которая к тому же может мешать проведению опыта. До начала эксперимента у луковиц не должно быть проклюнувшихся зелёных ростков листьев.

#### Подготовка фактора мутагенеза и процедура тестирования
Существует два варианта Allium test: оригинальный и модифицированный:
- В оригинальном варианте теста луковицы помещают для проращивания корешков в чистую воду (прим: автор допускает использование водопроводной воды. Следует взять во внимание тот факт, что в Швеции, откуда родом автор, водопроводная вода действительно очень чистая. Как вариант, можно использовать очищенную питьевую воду низкой минерализации). По достижении корешками 1-2 см луковицы переносят в ёмкости с исследуемым раствором на определённое время (от 2 часов в случае с раствором колхицина до 3 дней). Оригинальный вариант наиболее удобен при тестировании физических факторов.
- В модифицированном варианте теста луковицы помещают непосредственно в исследуемый раствор без предварительного проращивания корешков. Данный вариант чаще используется при тестировании химических веществ[62].

Для чистоты эксперимента допустимо использование дистиллированной воды. При этом луковица будет расти за счёт внутренних питательных резервов на протяжении всего эксперимента не испытывая угнетённости. В экспериментах, где исследуются химически активные вещества, предпочтительно использовать дистиллированную воду, чтобы избежать образования других соединений. Ограничение тут в том, что дистиллированная вода является физиологически неполноценной и в целом ряде других тестов её использование затруднительно. Однако и в контроле, и в опыте в этом случае ущерб от дистиллированной воды будем считать равным, как и прочие фоновые условия.

Луковицы проращиваются от 3 до 4 дней. Желательно использовать ёмкости диаметром 1,5 см и высотой 10 см, чтобы по мере роста корни не упирались в дно ёмкости, в которой они находятся. Иначе это может приводить к некоторым биологическим эффектам — реакция меристемы на препятствие. Для проведения ана-телофазного анализа берут часть корешка длиной около 1 см. Проводят процедуру фиксации (для долговременного хранения). При необходимости корешки отмывают от фиксатора в воде, затем окрашивают ацеторсеином согласно стандартной методике. Для микроскопирования используют кончик корня длиной 1-2 мм — зона активного деления меристематических клеток.

#### Обработка материала после проведения эксперимента

##### Фиксация
Для фиксации корешки помещают в ёмкости с фиксатором Кларка (см.выше). Ёмкости герметично закрывают и оставляют для фиксации клеток на 1-2 дня. Затем материал промывают два раза от фиксатора в 70 % спирте, и помещают в ёмкости с 70 % спиртом для долговременного хранения. Спирт должен превосходить материал по объёму в 4-5 раз.

##### Окрашивание материала
Окраску корешков производят 2 % ацетоорсеином (см. выше). Корешки отмывают от спирта в воде (удобно в чашках Петри). Материал переносят в небольшие фарфоровые тигли с держателем, которые на 2/3 заполняют красителем. Тигель накрывают предметным стеклом. Нагревают над пламенем спиртов до тайного кипения (запотевание покровного стекла). Тигель с материалом оставляют на некоторое время для прокрашивания хромосом (от 2 часов до 1 суток). После этого можно готовить препараты для микроскопирования.

#### Методика приготовления препаратов для микроскопического анализа
Готовят временные давленые препараты корневых меристем. Для этого от окрашенного корешка лезвием отрезают кончик меристемы длинной 2-3 мм (кончик отличается по более тёмной окраске и утолщением), помещают на предметное стекло в каплю 45 % уксусной кислоты, накрывают покровным стеклом и с помощью спички аккуратно раздавливают до получения монослоя клеток.
Препараты анализируют под микроскопом при увеличении 12,5×1,5×40. На препаратах рассматривают мелкие, округло-квадратной формы клетки с хорошо прокрашенными ядрами и неповреждёнными клеточными стенками.

### Скрининг-тест
Перед генетическим анализом следует провести первичный скрининг-тест, который сразу покажет обладает ли фактор выраженной биологической активностью. Основным и наиболее важным изучаемым макропараметром является рост корней. Но помимо него могут ещё изучаться другие параметры:
- Тургесценция. Твёрдость кончиков корней связана со степенью токсичности фактора. При высокой токсичности фактора тургесценция падает, что может привести к гибели корней.
- Изменение цвета. В течение эксперимента может меняться цвет корей и причина тому — содержание в воде определённых солей (например сине-зелёный от медного купопроса). Кроме того кончики корней могут стать коричневыми, что связано с токсическим эффектом фактора, вызывающим клеточную смерть.

В качестве стандартных исследуются следующие параметры:
- Форма корней. Разбухание кончиков корней после 4-5 дней воздействия, свидетельствует об особом типе нарушения с-митозе. Изгиб корней или их кончиков происходит как правило после воздействия растворов определённых солей.
- Длина корней. Это значение средней длины корней (для 1 луковицы).

#### Методика измерения длины корней
Измерить длину корней можно двумя способами:
- Обычно длина корневой системы измеряется снаружи ёмкости с помощью рулетки (измерение для каждой луковицы). При это регистрируется максимальная достигнутая длина корней (не учитывая более короткие корни) для каждой луковицы. Затем вычисляется среднее по всей выборке луковиц (от 3 до 5 штук) в варианте опыта. Этот метод позволяет проводить измерения в течение эксперимента.
- Более точным является второй способ. По окончании эксперимента корни срезаются у луковицы под основание, измеряется длина каждого корешка, вычисляется среднее значение (среднее значение для каждой луковицы). Повреждённые корни не учитываются. Затем устанавливается среднее значение длины корней для всей выборки луковиц.

#### Вычисление параметра корневого прироста
Можно осуществить двумя способами:
- Рассчитывается средняя длина корней для каждой луковицы в опытных и контрольных сериях экспериментов. Затем вычисляется общее среднее значение длины для опытной серии и контрольной. Вычисляется во сколько раз длина корней в опытной серии больше/меньше чем в контрольной и выражается в процентах. Статистическую обработку результатов проводят с использованием дисперсионного анализа и/или критерия Стьюдента.
- Можно вычислять среднее сразу в целом по каждому варианту эксперимента (то есть не вычисляя среднего значения для конкретной луковицы, поскольку вся группа луковиц находилась в однородных условиях). Для сравнения суммарных выборок по опыту и контрольной можно использовать дисперсионный анализ и критерий Стьюдента.

Изменение длины корней в Allium test-е является показателем токсичности. Это очень чувствительный показатель, который легко регистрируется визуально и не требует никаких специальных реактивов и аппаратуры, хорошо коррелирует с микроскопическими параметрами и потому предложен в качестве краткосрочного скрининг-теста. Если происходит значительное угнетение роста корней по сравнению с контролем, то отмечают токсический эффект воздействующего фактора. В случае значительного прироста корней, говорят о стимулирующем эффекте.

## Микроскопические исследования и статистическая обработка

Два микроядра в меристеме Allium cepa, образованные ацентрическими фрагментами

### Расчет частоты мутаций
В Allium test для расчёта частоты мутаций традиционно применяется метод ана-телофазного анализа частоты хромосомных аберраций. На стадии ана- телофазы регистрируются мутации, связанные с грубым нарушением структуры хромосом, а также с повреждением митотического веретена (веретена деления) или изменением поведения хромосом на веретене деления:
- отставания хромосом,
- аберрантные митозы:
  - трёхполюсные митозы,
  - четырёхполюсные митозы,
  - несимметричные (асимметричные) митозы[38].

#### Рекомендации
При оценке мутагенной активности химических веществ достаточно использовать лишь ана-телофазный анализ, то есть регистрировать мутации в фазах митоза, так как меристемы в течение всего опыта находятся в контакте с воздействующим фактором. Но при изучении мутагенной активности ЭМИ этого оказалось недостаточно, поскольку воздействию излучения корневые меристемы подвергаются лишь некоторый период времени. В промежутках между облучениями происходит преобразование индуцированных в анафазе и телофазе хромосомных фрагментов — клетки выходят из митоза и переходят в интерфазу, а фрагменты становятся микроядрами. В результате эти мутации остаются неучтенными. В связи с этим была предложена модификация метода Allium test, которая позволяет учитывать всю сумму мутаций. На одном препарате было рекомендовано применять ана-телофазный анализ и микроядерный тест. При этом анализируется вся совокупность клеток (делящиеся и не делящиеся), что позволяет избежать ложноотрицательных ответов и даёт более достоверные результаты.

### Расчет митотического и фазных индексов
Расчёт митотических индексов можно проводить на тех же препаратах, что и ана-телофазный анализ. Просматривается от 400 до 600 клеток (больше — лучше). Подсчитывается общее количество делящихся клеток и отдельно клетки на разных стадиях митоза.
| Обозначение фазы / индекса | Характеристика | Расчёт индекса |
| -------------------------- | --- | --- |
| / MI                       | MI, % — митотический (mitotic) индекс Митотический индекс — процент делящихся клеток от общего числа проанализированных клеток.                              | {\displaystyle Mi={\frac {\mbox{(P+M+A+T)}}{\mbox{N}}}*100\%} , где (P+M+A+T) — сумма клеток, находящихся на стадии профазы, метафазы, ана- и телофазы, а N — общее число проанализированных клеток.                            |
| П / ПИ                     | профаза ПИ, % — профазный индекс Профазный индекс — процент клеток в профазе митоза от общего числа проанализированных клеток                                | {\displaystyle {\mbox{Pi}}={\frac {\mbox{P}}{\mbox{(P+M+A+T)}}}*100\%} , где (P+M+A+T) — сумма клеток, находящихся на стадии профазы, метафазы, ана- и телофазы, а P — количество профаз в просчитанных клетках                 |
| М / МИ                     | метафаза МИ, % — метафазный индекс Метафазный индекс — процент клеток в метафазе митоза от общего числа проанализированных клеток                            | {\displaystyle {\mbox{Mi}}={\frac {\mbox{M}}{\mbox{(P+M+A+T)}}}*100\%} , где (P+M+A+T) — сумма клеток, находящихся на стадии профазы, метафазы, ана- и телофазы, а M — количество метафаз в просчитанных клетках                |
| А / АИ                     | анафаза АИ, % — анафазный индекс Анафазный индекс — процент клеток в анафазе митоза от общего числа проанализированных клеток                                | {\displaystyle {\mbox{Ai}}={\frac {\mbox{A}}{\mbox{(P+M+A+T)}}}*100\%} , где (P+M+A+T) — сумма клеток, находящихся на стадии профазы, метафазы, ана- и телофазы, а А — количество анафаз в просчитанных клетках                 |
| Т / ТИ                     | телофаза ТИ, % — телофазный индекс Телофазный индекс — процент клеток в телофазе митоза от общего числа проанализированных клеток                            | {\displaystyle {\mbox{Ti}}={\frac {\mbox{T}}{\mbox{(P+M+A+T)}}}*100\%} , где (P+M+A+T) — сумма клеток, находящихся на стадии профазы, метафазы, ана- и телофазы, а Т — количество телофаз в просчитанных клетках                |
| А-Т / А-ТИ                 | ана- телофаза А-ТИ, % — ана- телофазный индекс Ана- телофазный индекс — процент клеток в анафазе и телофазе митоза от общего числа проанализированных клеток | {\displaystyle {\mbox{A-Ti}}={\frac {\mbox{(A+T)}}{\mbox{(P+M+A+T)}}}*100\%} , где (P+M+A+T) — сумма клеток, находящихся на стадии профазы, метафазы, ана- и телофазы, а А+Т — количество ана- и телофаз в просчитанных клетках |

## Статистическая обработка данных

### Статистические методы
Вариантным является каждый корешок. Если вариант меньше 30, следует пользоваться прямым способом: все варианты суммируются и полученная сумма делится на число вариант:
Полученные интегральные данные о фазных индексах подвергают статистической обработке. Обработку проводят по формулам для малых выборок (см. среднее арифметическое).
Для малых выборок σ рассчитывается по формуле:
Среднее квадратичное отклонение (σ) характеризуется разнообразием признаков. Оно учитывает отклонение от среднеарифметической каждой варианты. Поэтому σ является наилучшим показателем разнообразия признака.
Для малых выборок:
, где m — ошибка среднего,
σ — среднее квадратичное отклонение
Средние арифметические, характеризующие действие изучаемого вещества на митотическую активность клеток меристемы Allium cepa, рассчитаны для небольшого числа повторностей. Достоверность для всей генеральной совокупности устанавливается при помощи средней ошибки (m).
Величина средней ошибки находится в обратной зависимости от n. Таким образом, чем больше повторностей опыта исследуется, тем меньше ошибка X.
Величину X следует записывать с величиной его ошибки:
| Обозначение                          | Пример    | Вид графика |
| ------------------------------------ | --------- | ----------- |
| {\displaystyle {\overline {X}}\pm m} | 5 ± 0,5 % | XAM         |

Нахождение показателя достоверности разницы осуществляется в несколько этапов. Вычисляется число степеней свободы.
Далее следует сравнить рассчитанные средние арифметические значения индекса (показателя) контрольного и опытного вариантов. X двух сравниваемых групп, даже взятых из одной генеральной совокупности, всегда могут в какой-то мере отличаться друг от друга. Для чего выясняем, являются ли различия между средними арифметическими контрольного и опытных вариантов достоверными, или же это различие случайно. Для выяснения вопроса можно воспользоваться t-критерием Стьюдента.
Более подробно в методическом пособии.

### Программно-статистические методы
Проводится с использованием математических пакетов (Statistica, MS Excel, LibreOffice Calc и др.). Для статистического анализа данных, полученных методом Allium test (частота хромосомных аберраций и микроядер, фазных индексов и т. д.) можно использовать самовычисляющую электронную таблицу, совместимую с MS Excel или LO Calc.
В таблице есть возможность эффективно группировать данные на листе, предоставляя выходные данные в удобном для последующей обработки и использования, виде, а также в будущем наращивать функционал таблицы под специфические задачи или при расширении обсчитываемых параметров теста.